# Epidendrum lignosum
Epidendrum lignosum är en orkidéart som beskrevs av Juan José Martinez de Lexarza. Epidendrum lignosum ingår i släktet Epidendrum och familjen orkidéer. Inga underarter finns listade i Catalogue of Life.